# Epitola mara
Epitola mara är en fjärilsart som beskrevs av Talbot 1935. Epitola mara ingår i släktet Epitola och familjen juvelvingar. Inga underarter finns listade i Catalogue of Life.